# Jimmie Rodgers
James Charles Rodgers, conhecido como Jimmie Rodgers (Meridian, 8 de setembro de 1897 – Nova Iorque, 26 de maio de 1933) foi um cantor estadunidense de música country, célebre por sua técnica de iodelei. Esteve entre os pioneiros da musica country, Rodgers também era conhecido como "O Brakeman Singing", e "O Pai da Música Country".